# Lucasville (Ohio)
Lucasville es un lugar designado por el censo ubicado en el condado de Scioto en el estado estadounidense de Ohio. En el Censo de 2010 tenía una población de 2757 habitantes y una densidad poblacional de 416,95 personas por km².

## Geografía
Lucasville se encuentra ubicado en las coordenadas 38°52′27″N 82°59′25″O / 38.87417, -82.99028. Según la Oficina del Censo de los Estados Unidos, Lucasville tiene una superficie total de 6.61 km², de la cual 6.51 km² corresponden a tierra firme y (1.57%) 0.1 km² es agua.

## Demografía
Según el censo de 2010, había 2757 personas residiendo en Lucasville. La densidad de población era de 416,95 hab./km². De los 2757 habitantes, Lucasville estaba compuesto por el 70.33% blancos, el 28.69% eran afroamericanos, el 0.07% eran amerindios, el 0.07% eran asiáticos, el 0% eran isleños del Pacífico, el 0.11% eran de otras razas y el 0.73% pertenecían a dos o más razas. Del total de la población el 0.83% eran hispanos o latinos de cualquier raza.